# Tencănău
Tencănău es una localidad rumana de la comuna de Sălcuța, en el condado de Dolj.

## Toponimia
El nombre del lugar puede encontrarse escrito como Tîncănăul y como Tencănău.

## Historia
Hacia finales del siglo XIX, la localidad, que ya por entonces pertenecía al condado de Dolj, formaba parte de la antigua comuna homónima de Tîncănău, de la que era capital, y tenía contabilizada una población de 816 habitantes.
En la segunda mitad del siglo XX había pasado a formar parte de la comuna de Sălcuța. En el censo de 2021 la localidad tenía una población de 326 habitantes.